# Alțâna
Alțâna (en hongrois : Alcina, en allemand : Alzen) est une commune du județ de Sibiu en Roumanie.